# Weinbrunnen (Koblenz)

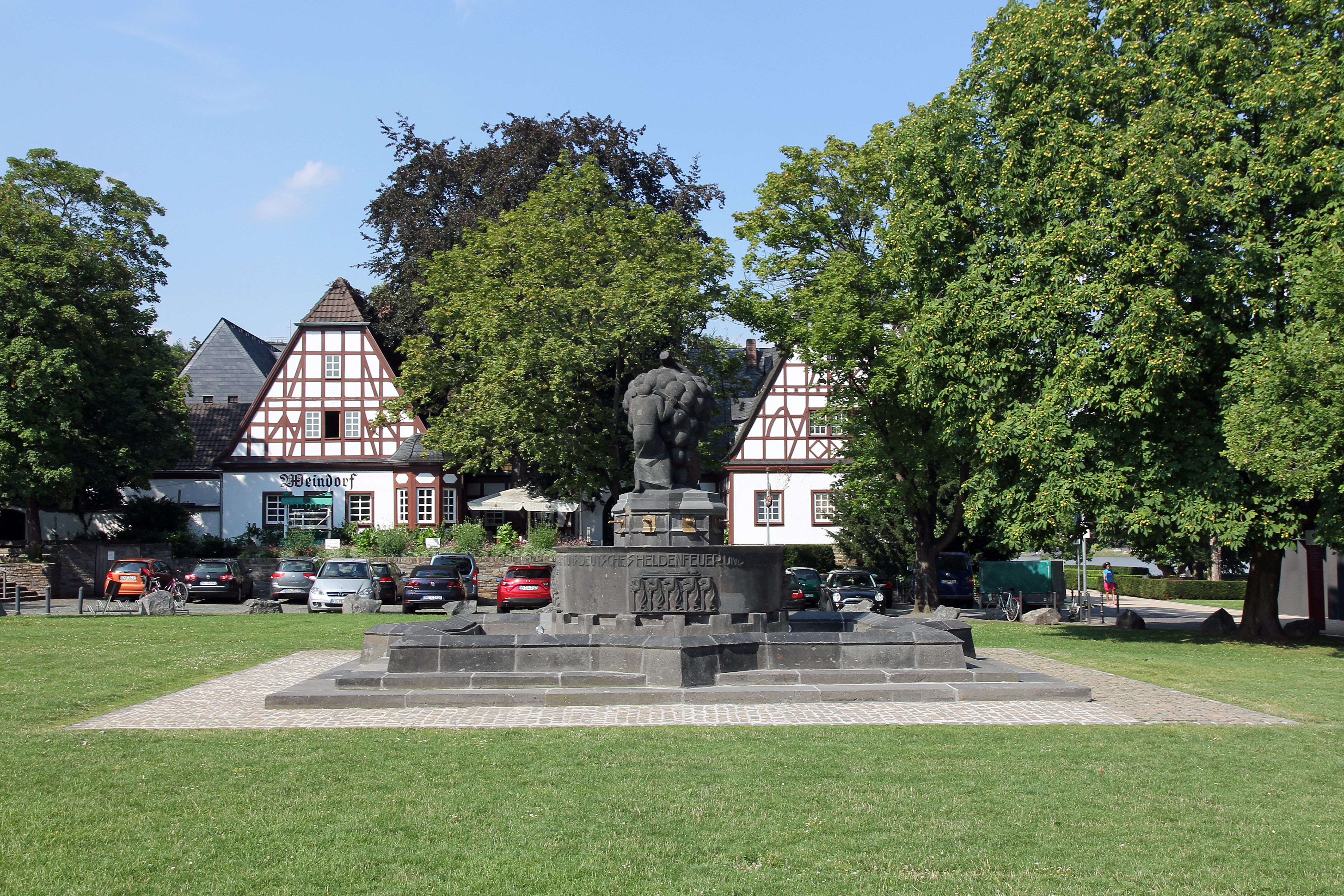
Der Weinbrunnen auf einer Wiese vor dem Weindorf

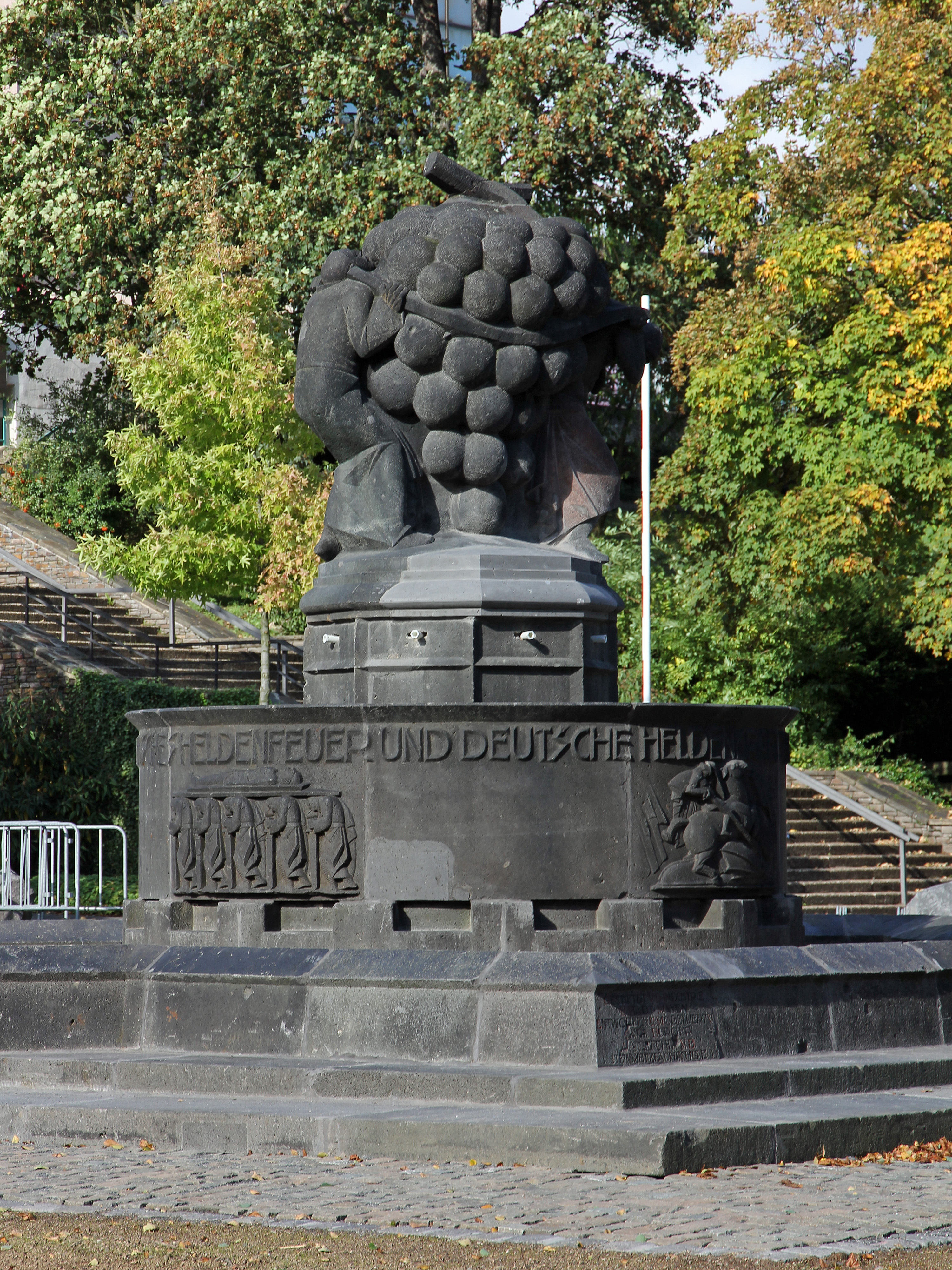
Der Weinbrunnen

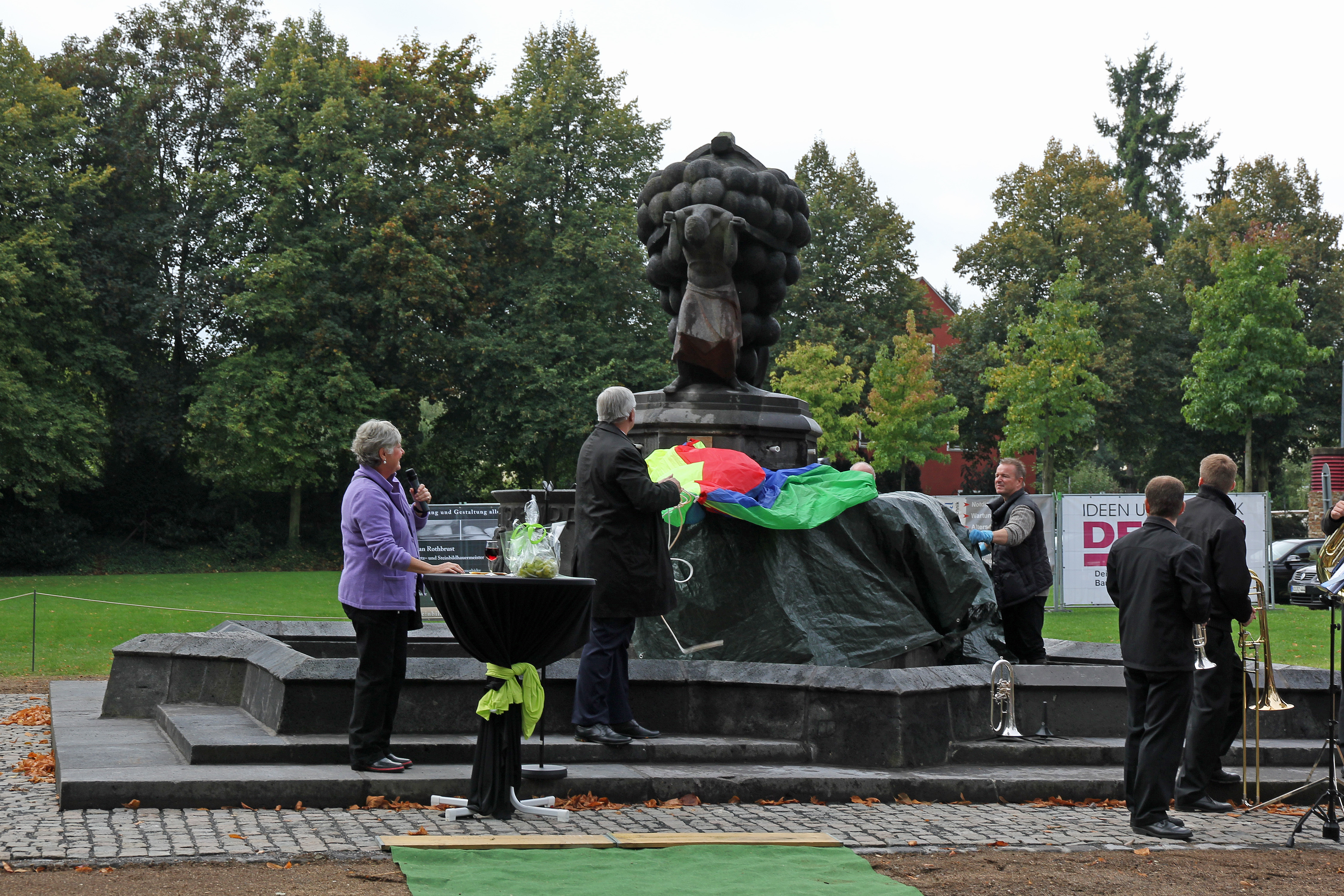
Die Einweihung des Weinbrunnens am 6. Oktober 2013 durch Oberbürgermeister Joachim Hofmann-Göttig (Mitte) und die Vorsitzende des Fördervereins Rheinanlagen e. V. Ursula Bäumges (links)

Der Weinbrunnen, auch Traubenträgerbrunnen genannt, ist ein Brunnen in den Rheinanlagen von Koblenz. Der 1928 geschaffene Weinbrunnen wurde ursprünglich vor der Rheinhalle auf dem ehemaligen Veranstaltungsgelände der „Reichsausstellung Deutscher Wein“ von 1925 aufgestellt. Bei der Enttrümmerung nach dem Zweiten Weltkrieg entfernt, fand die Traubenträger-Skulptur des Brunnens im Weindorf eine neue Heimat. Auf Initiative des Fördervereins Rheinanlagen e. V. konnte der vollständige Weinbrunnen 2013 auf einer Wiese vor dem Weindorf wiedererrichtet werden.

## Geschichte
Aus Anlass der „Reichsausstellung Deutscher Wein“ wurde 1925 im Hof der Rheinhalle in der Mitte des Veranstaltungsgeländes das von Professor Josef Henselmann geschaffene Ehrenmal des Deutschen Weins aufgestellt. Wegen der Nacktheit der dargestellten Figuren verursachte es aber heftige Proteste in der Bevölkerung. Es wurde schließlich verhüllt und 1928 ganz entfernt. Im Zweiten Weltkrieg ist es dann zerstört worden. Als Ersatz für das Ehrenmal wurde 1928 bei Carl Burger der Weinbrunnen in Auftrag gegeben und an gleicher Stelle aufgestellt.
Bei Luftangriffen im Zweiten Weltkrieg wurde das ehemalige Veranstaltungsgelände der „Reichsausstellung Deutscher Wein“ 1944 völlig zerstört. Wegen seiner überaus hohen Beliebtheit wurden 1951 einige Gebäude am Rhein, das heutige Weindorf Koblenz, in etwas vereinfachter Form wieder aufgebaut. Der nach dem Zweiten Weltkrieg noch vollständig erhaltene Brunnen musste später bei der Enttrümmerung des Geländes dem Neubau der Rhein-Mosel-Halle (1959–1962) weichen. Danach wurden Reste der Skulptur vor dem Weindorf aufgestellt, der Brunnen selbst wurde demontiert und auf einem Bauhof in Niederberg eingelagert. Layer Bürger wollten den Brunnen 1975 in ihrem Stadtteil aufstellen, doch er war damals nicht mehr auffindbar.
Der Förderverein Rheinanlagen e. V. betrieb seit 2004 die Wiederaufstellung des vollständigen Weinbrunnens. Dazu wurden die fehlenden Teile des Brunnens gesucht, auf dem Bauhof in Niederberg wiederentdeckt und anschließend einem Restaurator zugeführt. Im Herbst 2013 konnte der Weinbrunnen auf einer Wiese südlich des Weindorfs wiedererrichtet werden, die Einweihung fand am 6. Oktober 2013 statt. Die Kosten für die Wiederaufstellung wurde durch Spendengelder finanziert. Der Weinbrunnen konnte bisher noch nicht an die Wasserversorgung angeschlossen werden, da die dazu notwendigen Mittel fehlen. Das soll aber in naher Zukunft noch verwirklicht werden.

## Bau
Der expressionistische Weinbrunnen wurde aus Basaltlava gefertigt. Er zeigt sowohl biblische als auch geschichtliche Motive. Der Kopf des Brunnens besteht aus einer Skulptur von Traubenträgern (4 Mos 13,23 ). Der Brunnentrog ist mit vier Reliefs aus dem Heldenepos der Nibelungensage versehen. Zusätzlich ist folgender Trinkspruch auf Siegfried angebracht, der aus dem Gedicht „Rheinsage“ von Emanuel Geibel stammt: „Wir aber füllen die Römer und trinken im goldenen Saft uns deutsches Heldenfeuer und deutsche Heldenkraft.“ Herbert Dellwing und Udo Liessem zufolge ist „die Plastik […] gleichzeitig als Hinweis auf die erwartete Befreiung von der französischen Besatzung zu verstehen und damit politisch zu interpretieren.“
Der Trog steht in einem sternförmigen Wasserbecken. Auf einem Eckstein des Beckens ist der folgende Text eingemeißelt: „Gestiftet v. d. Industrie und d. Stadt Mayen, entworfen u. modelliert v. Carl Burger, ausgeführt v. d. Steinmetzfachschule“. Der Weinbrunnen ist 3,9 m hoch und hat einen äußeren Durchmesser von 8,5 m, der mittlere Durchmesser beträgt 3,0 m.

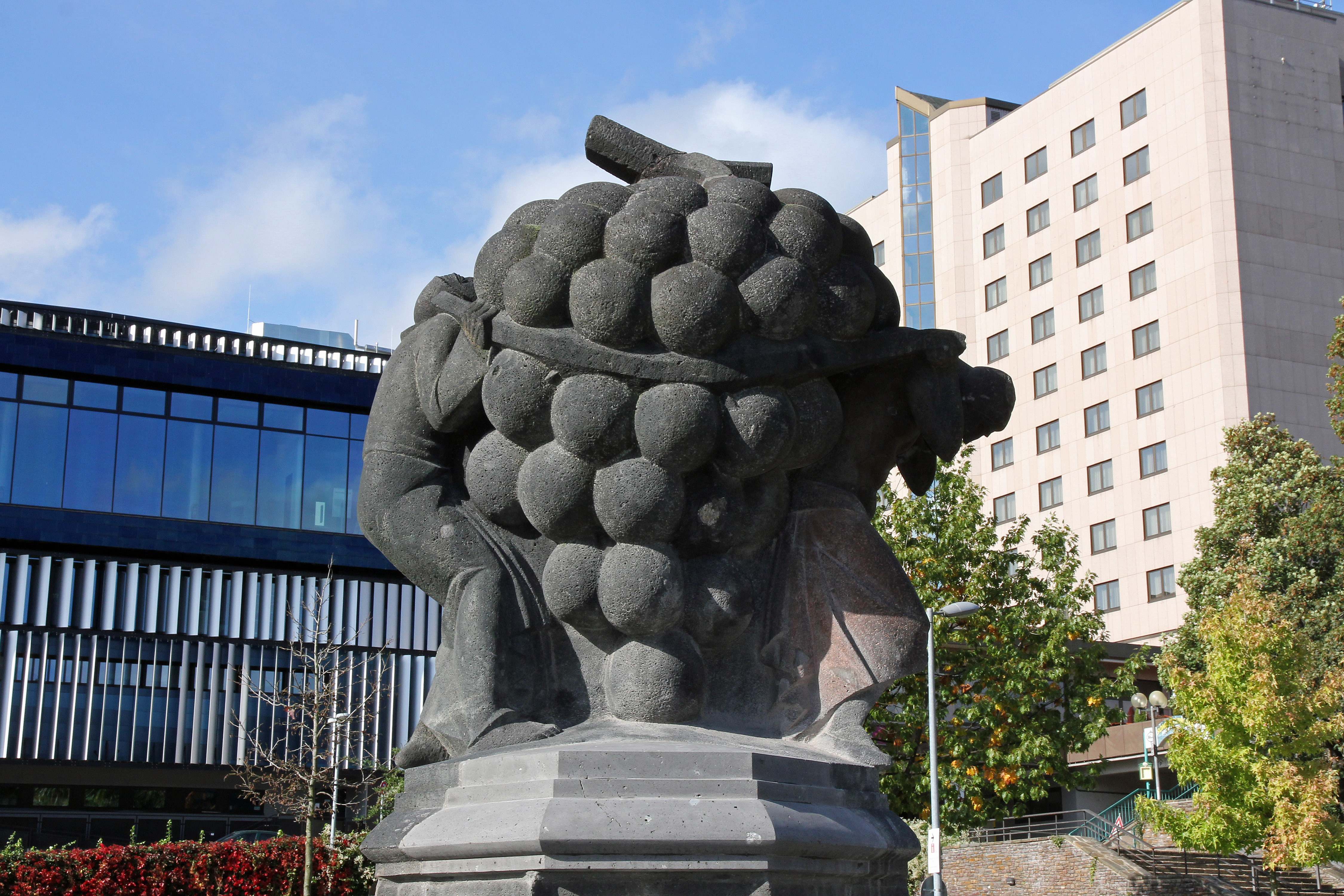
Traubenträgerskulptur
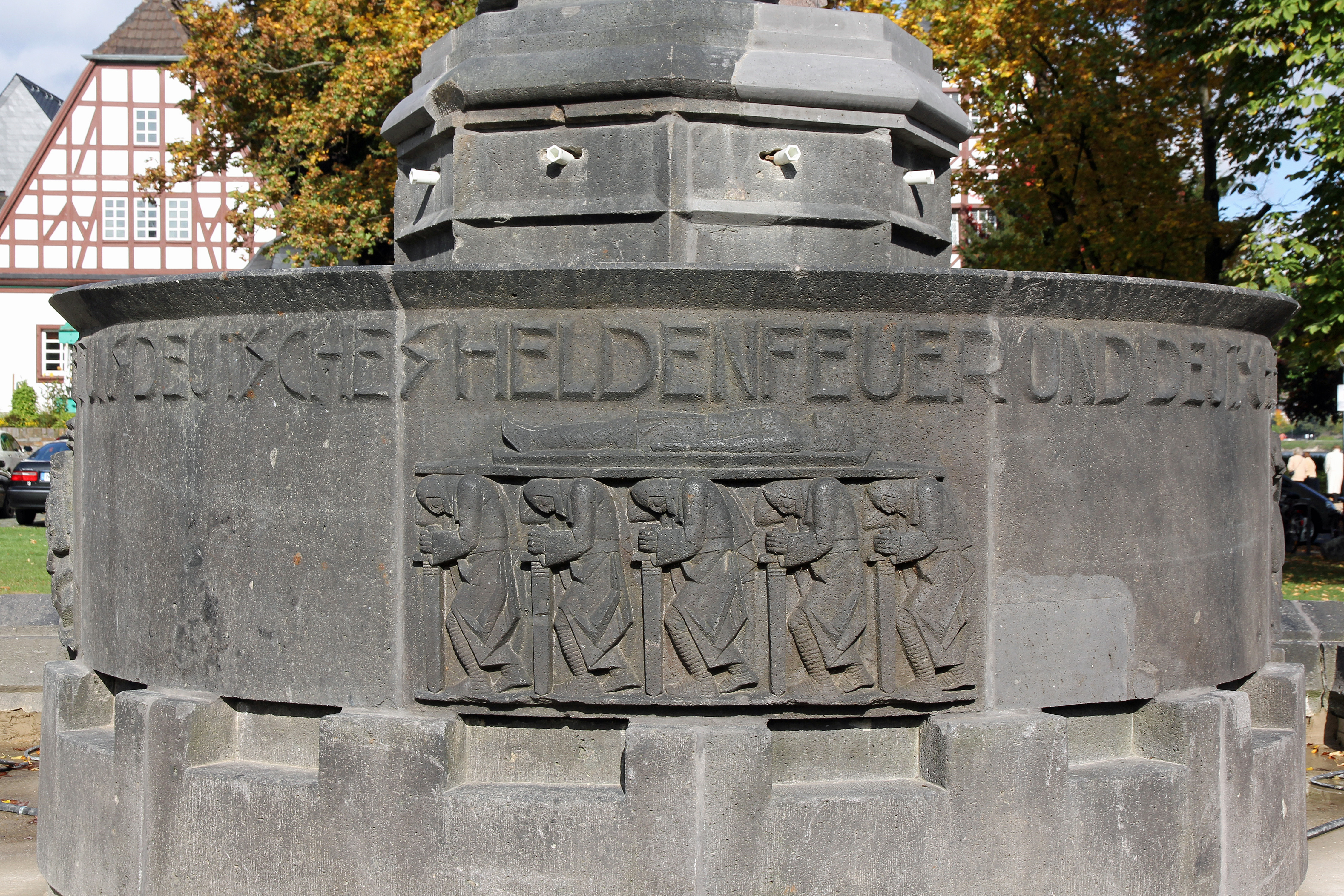
Relief am Brunnentrog
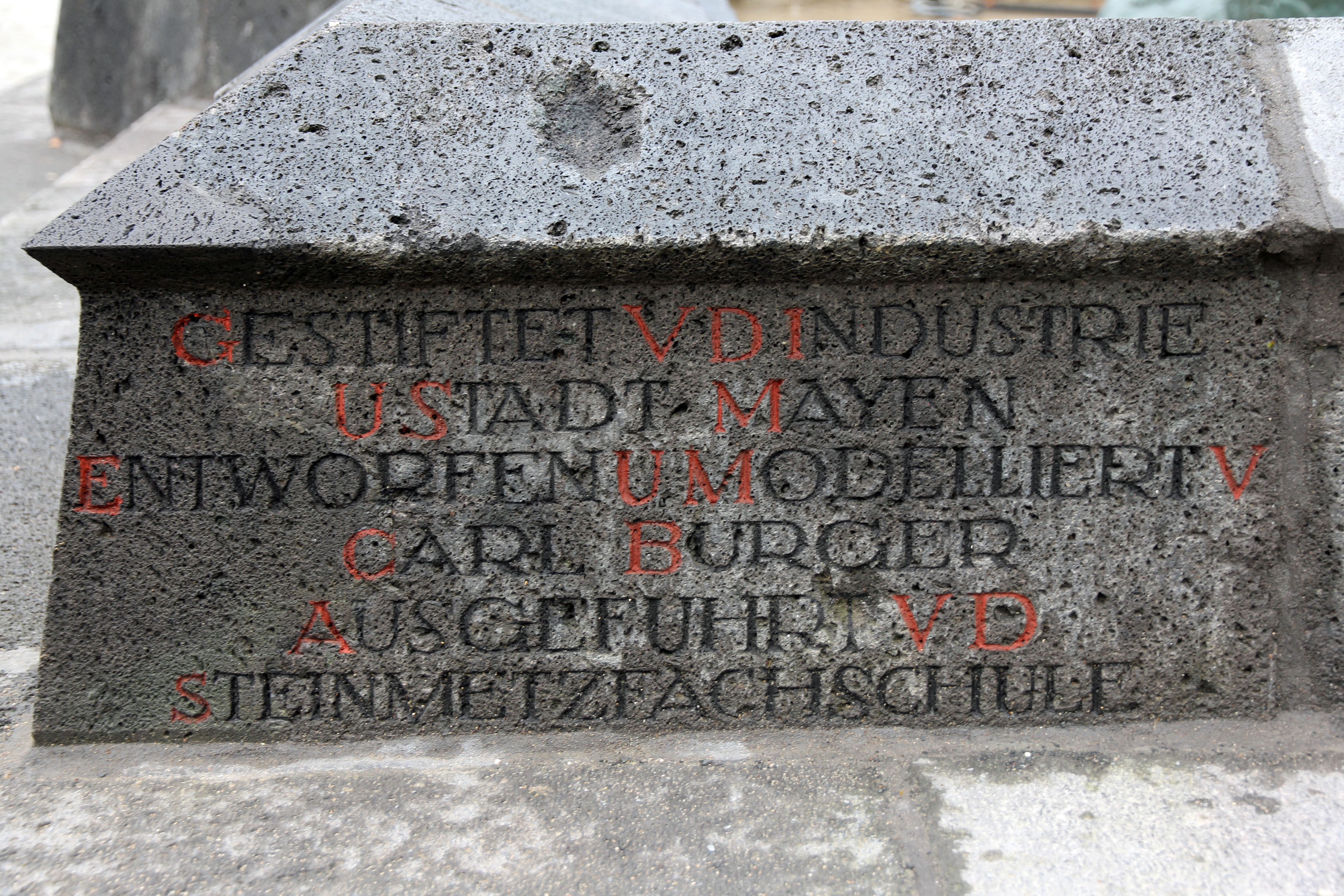
Gedenkinschrift